# Olympische Sommerspiele 1964/Teilnehmer (Deutschland)
| Gelbes Symbol für Goldmedaillen mit stilisierten Olympischen Ringen | Graues Symbol für Silbermedaillen mit stilisierten Olympischen Ringen | Braundes Symbol für Bronzemedaillen mit stilisierten Olympischen Ringen |
| ------------------------------------------------------------------- | --------------------------------------------------------------------- | ----------------------------------------------------------------------- |
| 10                                                                  | 22                                                                    | 18                                                                      |

Die gesamtdeutsche Mannschaft nahm an den Olympischen Sommerspielen 1964 in der japanischen Hauptstadt Tokio mit einer Delegation von über 370 Athleten teil und war damit die größte Mannschaft dieser Spiele.

## Medaillen
Die Sportler gewannen insgesamt 50 Medaillen und waren damit nach dem Medaillenspiegel die viertbeste Mannschaft.

### Medaillenspiegel
| Rang   | Sportart       | Gold | Silber | Bronze | Gesamt |
| ------ | -------------- | ---- | ------ | ------ | ------ |
| 1      | Leichtathletik | 2    | 5      | 3      | 10     |
| 2      | Reiten         | 2    | 2      | 2      | 6      |
| 3      | Kanu           | 2    | 1      | 1      | 4      |
| 4      | Rudern         | 1    | 2      | 1      | 4      |
| 5      | Wasserspringen | 1    | 1      | —      | 2      |
| 5      | Segeln         | 1    | 1      | —      | 2      |
| 7      | Radsport       | 1    | —      | 1      | 2      |
| 8      | Schwimmen      | —    | 4      | 2      | 6      |
| 9      | Boxen          | —    | 2      | 1      | 3      |
| 10     | Ringen         | —    | 1      | 3      | 4      |
| 11     | Judo           | —    | 1      | 1      | 2      |
| 11     | Turnen         | —    | 1      | 1      | 2      |
| 11     | Fechten        | —    | 1      | 1      | 2      |
| 14     | Fußball        | —    | —      | 1      | 1      |
| Gesamt | Gesamt         | 10   | 22     | 18     | 50     |

### Medaillengewinner
| Name/n | Sportart       | Wettkampf                            |
| --- | -------------- | ------------------------------------ |
| Gold |                |                                      |
| Karin Balzer | Leichtathletik | 80 m Hürden                          |
| Willi Holdorf | Leichtathletik | Zehnkampf                            |
| Lothar Claesges Karl-Heinz Henrichs Karl Link Ernst Streng | Radsport       | Mannschaftsverfolgung                |
| Peter Neusel Bernhard Britting Joachim Werner Egbert Hirschfelder Jürgen Oelke | Rudern         | Vierer mit Steuermann                |
| Roswitha Esser Annemarie Zimmermann | Kanu           | K-2 500 m                            |
| Jürgen Eschert | Kanu           | C-1 1000 m                           |
| Willi Kuhweide | Segeln         | Finn-Dinghi                          |
| Ingrid Engel-Krämer | Wasserspringen | 3 m Kunstspringen                    |
| Hans Günter Winkler Hermann Schridde Kurt Jarasinski | Reiten         | Springreiten Mannschaft              |
| Reiner Klimke Harry Boldt Josef Neckermann | Reiten         | Dressur Mannschaft                   |
| Silber |                |                                      |
| Ingrid Engel-Krämer | Wasserspringen | 10 m Turmspringen                    |
| Helga Mees | Fechten        | Florett                              |
| Emil Schulz | Boxen          | Mittelgewicht                        |
| Hans Huber | Boxen          | Schwergewicht                        |
| Birgit Radochla | Turnen         | Sprung                               |
| Holger Zander Günter Perleberg Bernhard Schulze Friedhelm Wentzke | Kanu           | K-4 1000 m                           |
| Hermann Schridde | Reiten         | Springreiten                         |
| Harry Boldt | Reiten         | Dressur                              |
| Gerhard Hetz Hans-Joachim Klein Horst-Günter Gregor Frank Wiegand | Schwimmen      | 4 × 200-m-Freistilstaffel            |
| Ernst-Joachim Küppers Hans-Joachim Klein Egon Henninger Horst-Günter Gregor | Schwimmen      | 4 × 100-m-Lagenstaffel               |
| Horst Löffler Uwe Jacobsen Hans-Joachim Klein Frank Wiegand | Schwimmen      | 4 × 100-m-Freistilstaffel            |
| Frank Wiegand | Schwimmen      | 400 m Freistil                       |
| Klaus Aeffke Hans-Jürgen Wallbrecht Klaus Behrens Jürgen Schröder Moritz von Groddeck Jürgen Plagemann Horst Meyer Klaus Bittner Thomas Ahrens | Rudern         | Achter                               |
| Klaus Rost | Ringen         | Leichtgewicht Freistil               |
| Achim Hill | Rudern         | Einer                                |
| Peter Ahrendt Ulrich Mense Wilfried Lorenz | Segeln         | Drachen                              |
| Wolfgang Hofmann | Judo           | Halbmittelgewicht                    |
| Renate Garisch-Culmberger | Leichtathletik | Kugelstoßen                          |
| Ingrid Lotz | Leichtathletik | Diskuswurf                           |
| Wolfgang Reinhardt | Leichtathletik | Stabhochsprung                       |
| Harald Norpoth | Leichtathletik | 5000 m                               |
| Dieter Lindner | Leichtathletik | 20 km Gehen                          |
| Bronze |                |                                      |
| Uwe Beyer | Leichtathletik | Hammerwurf                           |
| Klaus Lehnertz | Leichtathletik | Stabhochsprung                       |
| Hans-Joachim Walde | Leichtathletik | Zehnkampf                            |
| Erwin Koppe Peter Weber Siegfried Fülle Philipp Fürst Günter Lyhs Klaus Köste | Turnen         | Mannschaftsmehrkampf                 |
| Willi Fuggerer Klaus Kobusch | Radsport       | Tandem                               |
| Klaus Glahn | Judo           | Offene Klasse                        |
| Jürgen Heinsch Peter Rock Manfred Geisler Herbert Pankau Manfred Walter Gerhard Körner Hermann Stöcker Otto Fräßdorf Henning Frenzel Jürgen Nöldner Eberhard Vogel Horst Weigang Klaus Urbanczyk Bernd Bauchspieß Klaus-Dieter Seehaus Werner Unger Wolfgang Barthels Klaus Lisiewicz Dieter Engelhardt | Fußball        | Mannschaft                           |
| Heinz Schulz | Boxen          | Federgewicht                         |
| Heinz Büker Holger Zander | Kanu           | K-2 1000 m                           |
| Helga Mees Rosemarie Scherberger Heidi Schmid Gudrun Theuerkauff | Fechten        | Florett Mannschaft                   |
| Lothar Metz | Ringen         | Mittelgewicht griechisch-römisch     |
| Heinz Kiehl | Ringen         | Halbschwergewicht griechisch-römisch |
| Wilfried Dietrich | Ringen         | Schwergewicht griechisch-römisch     |
| Michael Schwan Wolfgang Hottenrott | Rudern         | Zweier ohne Steuermann               |
| Hans-Joachim Klein | Schwimmen      | 100 m Freistil                       |
| Gerhard Hetz | Schwimmen      | 400 m Lagen                          |
| Fritz Ligges | Reiten         | Vielseitigkeitsreiten                |
| Fritz Ligges Horst Karsten Karl-Heinz Fuhrmann Gerhard Schulz | Reiten         | Vielseitigkeitsreiten Mannschaft     |

## Teilnehmer nach Sportarten

### Boxen
| Athleten         | Wettbewerb        | 1. Runde | 1. Runde | Achtelfinale  | Achtelfinale  | Viertelfinale | Viertelfinale  | Halbfinale    | Halbfinale     | Finale        | Finale        | Rang   |
| Athleten         | Wettbewerb        | Gegner   | Ergebnis | Gegner        | Ergebnis      | Gegner        | Ergebnis       | Gegner        | Ergebnis       | Gegner        | Ergebnis      | Rang   |
| ---------------- | ----------------- | -------- | -------- | ------------- | ------------- | ------------- | -------------- | ------------- | -------------- | ------------- | ------------- | ------ |
| Männer           |                   |          |          |               |               |               |                |               |                |               |               |        |
| Otto Babiasch    | Fliegengewicht    | Freilos  | Freilos  | Yoshina       | 3:2           | Carmody       | 1:4            | ausgeschieden | ausgeschieden  | ausgeschieden | ausgeschieden | 5      |
| Rainer Poser     | Bantamgewicht     | Bendig   | 2:3      | ausgeschieden | ausgeschieden | ausgeschieden | ausgeschieden  | ausgeschieden | ausgeschieden  | ausgeschieden | ausgeschieden | 17     |
| Heinz Schulz     | Federgewicht      | Schulz   | 5:0      | Waruinge      | 5:0           | Tun           | 5:0            | Stepaschkin   | N. durch K. o. | ausgeschieden | ausgeschieden | Bronze |
| Wolfgang Schmitt | Leichtgewicht     | Barrera  | 1:4      | ausgeschieden | ausgeschieden | ausgeschieden | ausgeschieden  | ausgeschieden | ausgeschieden  | ausgeschieden | ausgeschieden | 17     |
| Heiko Winter     | Halbweltergewicht | Ellis    | 0:5      | ausgeschieden | ausgeschieden | ausgeschieden | ausgeschieden  | ausgeschieden | ausgeschieden  | ausgeschieden | ausgeschieden | 17     |
| Bruno Guse       | Weltergewicht     | Freilos  | Freilos  | Tamulis       | 0:5           | ausgeschieden | ausgeschieden  | ausgeschieden | ausgeschieden  | ausgeschieden | ausgeschieden | 9      |
| Paul Hogh        | Halbmittelgewicht | Lagutin  | 0:5      | ausgeschieden | ausgeschieden | ausgeschieden | ausgeschieden  | ausgeschieden | ausgeschieden  | ausgeschieden | ausgeschieden | 17     |
| Emil Schulz      | Mittelgewicht     | Freilos  | Freilos  | Stack         | RSC           | Monea         | 5:0            | Valle         | 5:0            | Popentschenko | RSC           | Silber |
| Jürgen Schlegel  | Halbschwergewicht | Freilos  | Freilos  | Mugwanya      | 5:0           | Pinto         | 1:4            | ausgeschieden | ausgeschieden  | ausgeschieden | ausgeschieden | 5      |
| Hans Huber       | Schwergewicht     | –        | –        | Freilos       | Freilos       | Rehmann       | S. durch K. o. | Ros           | 4:1            | Joe Frazier   | 2:3           | Silber |

### Fechten
| Athleten              | Wettbewerb | 1. Runde | 1. Runde | 2. Runde | 2. Runde | Runde der 24  | Runde der 24 | Achtelfinale  | Achtelfinale  | Viertelfinale | Viertelfinale | Halbfinale            | Halbfinale    | Finale          | Finale        | Rang          |
| Athleten              | Wettbewerb | Punkte   | Rang     | Punkte   | Rang     | Gegner        | Ergebnis     | Gegner        | Ergebnis      | Gegner        | Ergebnis      | Gegner                | Ergebnis      | Gegner          | Ergebnis      | Rang          |
| --------------------- | ---------- | -------- | -------- | -------- | -------- | ------------- | ------------ | ------------- | ------------- | ------------- | ------------- | --------------------- | ------------- | --------------- | ------------- | ------------- |
| Frauen                |            |          |          |          |          |               |              |               |               |               |               |                       |               |                 |               |               |
| Helga Mees            | Florett    | 4:2      | 3        | 2:3      | 4        | –             | –            | Sákovics      | 8:5           | Rousselet     | 8:6           | Gorochowa             | 4:3           | Ujlakiné-Rejtő  | 0:4           | Silber        |
| Helga Mees            | Florett    | 4:2      | 3        | 2:3      | 4        | –             | –            | Sákovics      | 8:5           | Rousselet     | 8:6           | Gorochowa             | 4:3           | Ragno           | 4:2           | Silber        |
| Rosemarie Scherberger | Florett    | 3:2      | 3        | 2:3      | 4        | –             | –            | ausgeschieden | ausgeschieden | ausgeschieden | ausgeschieden | ausgeschieden         | ausgeschieden | ausgeschieden   | ausgeschieden | ausgeschieden |
| Heidi Schmid          | Florett    | 3:2      | 3        | 4:1      | 2        | –             | –            | Juhász        | 4:8           | ausgeschieden | ausgeschieden | ausgeschieden         | ausgeschieden | ausgeschieden   | ausgeschieden | 9             |
| Männer                |            |          |          |          |          |               |              |               |               |               |               |                       |               |                 |               |               |
| Paul Gnaier           | Degen      | 5:2      | 2        | 3:3      | 4        | Saccaro       | 4:10         | ausgeschieden | ausgeschieden | ausgeschieden | ausgeschieden | ausgeschieden         | ausgeschieden | ausgeschieden   | ausgeschieden | 17            |
| Franz Rompza          | Degen      | 6:1      | 1        | 4:1      | 2        | Freilos       | Freilos      | Guittet       | 10:10         | Hoskyns       | 5:10          | Um Platz 5: Bourquard | 8:10          | ausgeschieden   | ausgeschieden | 7             |
| Dietrich Hecke        | Degen      | 5:3      | 5        | 3:3      | 4        | Pellegrino    | 10:9         | Gonsior       | 5:10          | ausgeschieden | ausgeschieden | ausgeschieden         | ausgeschieden | ausgeschieden   | ausgeschieden | 9             |
| Jürgen Brecht         | Florett    | 4:1      | 2        | 3:2      | 3        | Schdanowitsch | 6:10         | ausgeschieden | ausgeschieden | ausgeschieden | ausgeschieden | ausgeschieden         | ausgeschieden | ausgeschieden   | ausgeschieden | 17            |
| Tim Gerresheim        | Florett    | 3:3      | 4        | 5:0      | 1        | Freilos       | Freilos      | Mano          | 10:4          | Revenu        | 5:10          | Um Platz 5: Szabó     | 10:6          | Platz 5: Kamuti | 4:10          | 5             |
| Dieter Schmitt        | Florett    | 3:2      | 3        | 3:2      | 2        | Szabó         | 2:10         | ausgeschieden | ausgeschieden | ausgeschieden | ausgeschieden | ausgeschieden         | ausgeschieden | ausgeschieden   | ausgeschieden | 17            |
| Dieter Wellmann       | Säbel      | 3:3      | 4        | 5:2      | 2        | –             | –            | Kovács        | 10:9          | Arabo         | 6:10          | Um Platz 5: Parent    | 9:10          | ausgeschieden   | ausgeschieden | 7             |
| Jürgen Theuerkauff    | Säbel      | 3:2      | 3        | 3:4      | 6        | –             | –            | ausgeschieden | ausgeschieden | ausgeschieden | ausgeschieden | ausgeschieden         | ausgeschieden | ausgeschieden   | ausgeschieden | ausgeschieden |
| Walter Köstner        | Säbel      | 3:2      | 3        | 4:3      | 3        | –             | –            | Pawłowski     | 10:9          | Rylski        | 5:10          | Um Platz 5: Ochyra    | 5:10          | ausgeschieden   | ausgeschieden | 7             |

| Athleten                                                                      | Wettbewerb         | 1. Runde | 1. Runde | 1. Runde | 1. Runde | 1. Runde | Viertelfinale | Viertelfinale | Halbfinale      | Halbfinale    | Finale        | Finale        | Rang   |
| Athleten                                                                      | Wettbewerb         | Gegner   | Ergebnis | Gegner   | Ergebnis | Rang     | Gegner        | Ergebnis      | Gegner          | Ergebnis      | Gegner        | Ergebnis      | Rang   |
| ----------------------------------------------------------------------------- | ------------------ | -------- | -------- | -------- | -------- | -------- | ------------- | ------------- | --------------- | ------------- | ------------- | ------------- | ------ |
| Frauen                                                                        |                    |          |          |          |          |          |               |               |                 |               |               |               |        |
| Helga Mees Rosemarie Scherberger Heidi Schmid Gudrun Theuerkauff              | Florett Mannschaft | JPN      | 12:4     | AUS      | 9:6      | 2        | FRA           | 8:8           | HUN             | 6:9           | Platz 3: ITA  | 9:5           | Bronze |
| Männer                                                                        |                    |          |          |          |          |          |               |               |                 |               |               |               |        |
| Paul Gnaier Dietrich Hecke Max Geuter Volkmar Würtz Haakon Stein              | Degen Mannschaft   | USA      | 9:6      | GBR      | 8:8      | 1        | FRA           | 4:8           | Um Platz 5: URS | 8:3           | Platz 5: POL  | 8:8           | 6      |
| Dieter Wellmann Eberhard Mehl Tim Gerresheim Jürgen Brecht Jürgen Theuerkauff | Florett Mannschaft | COL 9:0  | 9:0      | IRN 14:2 | 14:2     | 2        | URS           | 3:9           | Um Platz 5: ITA | 9:5           | Platz 5: ROM  | 8:8           | 5      |
| Walter Köstner Klaus Allisat Percy Borucki Dieter Wellmann Jürgen Theuerkauff | Säbel Mannschaft   | IRN      | 9:3      | USA      | 9:5      | 2        | POL           | 6:9           | ausgeschieden   | ausgeschieden | ausgeschieden | ausgeschieden | 6      |

### Fußball
| Wettbewerb      | Männer |
| --------------- | --- |
| Athleten        | Jürgen Heinsch Peter Rock Manfred Geisler Herbert Pankau Manfred Walter Gerhard Körner Hermann Stöcker Otto Fräßdorf Henning Frenzel Jürgen Nöldner Eberhard Vogel Horst Weigang Klaus Urbanczyk Bernd Bauchspieß Klaus-Dieter Seehaus Werner Unger Wolfgang Barthels Klaus Lisiewicz Dieter Engelhardt |
| Trainer         | Károly Sós |
| Vorrunde        | Iran 4:0 (3:0) Rumänien 1:1 (1:1) Mexiko 2:0 (1:0) |
| Viertelfinale   | Jugoslawien 1:0 (1:0) |
| Halbfinale      | Tschechoslowakei 1:2 (1:0) |
| Spiel um Bronze | Vereinigte Arabische Staaten 3:1 (1:0) |
| Platzierung     | Bronze |

Die ursprünglich nominierten  Kurt Liebrecht und  Heino Kleiminger konnten wegen Verletzung nicht nach Tokio fahren.

### Gewichtheben
| Athleten          | Wettbewerb          | Reißen   | Stoßen   | Zweikampf | Rang |
| Athleten          | Wettbewerb          | Gewicht  | Gewicht  | Gewicht   | Rang |
| ----------------- | ------------------- | -------- | -------- | --------- | ---- |
| Männer            |                     |          |          |           |      |
| Martin Eberle     | Federgewicht        | 97,5 kg  | 130,0 kg | 107,5 kg  | 11   |
| Hans Reck         | Bantamgewicht       | DNS      | DNS      | DNS       | DNS  |
| Alfred Kornprobst | Leichtgewicht       | 112,5 kg | 150,0 kg | 122,5 kg  | 8    |
| Werner Dittrich   | Mittelgewicht       | 0        | DNS      | 135,0 kg  | DNF  |
| Karl Arnold       | Leichtschwergewicht | 132,5 kg | 167,5 kg | 140,0 kg  | 8    |
| Norbert Fehr      | Mittelschwergewicht | 125,0 kg | 160,0 kg | 125,0 kg  | 14   |
| Manfred Rieger    | Schwergewicht       | 185,0 kg | 140,0 kg | 150,0 kg  | 11   |

### Hockey
| Wettbewerb       | Männer |
| ---------------- | --- |
| Athleten         | Rainer Stephan Axel Thieme Klaus Vetter Horst Brennecke Klaus Bahner Horst Dahmlos Lothar Lippert Rolf Westphal Karl-Heinz Freiberger Dieter Ehrlich Adolf Krause Reiner Hanschke Frank Mäusert Hans-Dietrich Sasse Jochen Opitz Dieter Richter Klaus Träumer Klaus Wowra |
| Vorrunde         | Kanada 5:1 (4:0) Indien 1:1 (0:1) Niederlande 1:0 (0:0) Malaysia 0:0 Spanien 1:1 (0:0) Belgien 0:0 Hongkong 1:1 (0:1) |
| Platz 5 bis 8    | Japan 5:1 (3:1) |
| Spiel um Platz 5 | Kenia 3:0 (1:0) |
| Platzierung      | 5 |

### Judo
| Athleten             | Wettbewerb        | 1. Runde | 1. Runde | 1. Runde            | 1. Runde | Viertelfinale | Viertelfinale | Halbfinale    | Halbfinale    | Finale/Platz 3 | Finale/Platz 3 | Rang   |
| Athleten             | Wettbewerb        | Gegner   | Ergebnis | Gegner              | Ergebnis | Gegner        | Ergebnis      | Gegner        | Ergebnis      | Gegner         | Ergebnis       | Rang   |
| -------------------- | ----------------- | -------- | -------- | ------------------- | -------- | ------------- | ------------- | ------------- | ------------- | -------------- | -------------- | ------ |
| Männer               |                   |          |          |                     |          |               |               |               |               |                |                |        |
| Matthias Schießleder | Leichtgewicht     | Maruyama | N        | Reisinger           | N        | ausgeschieden | ausgeschieden | ausgeschieden | ausgeschieden | ausgeschieden  | ausgeschieden  | 19     |
| Wolfgang Hofmann     | Halbmittelgewicht | le Berré | S        | Madrigal            | S        | Snijders      | S             | Bregman       | S             | Okano          | N              | Silber |
| Herbert Niemann      | Schwergewicht     | Kiknadse | N        | Gouweleeuw          | N        | ausgeschieden | ausgeschieden | ausgeschieden | ausgeschieden | ausgeschieden  | ausgeschieden  | 11     |
| Klaus Glahn          | Offene Klasse     | Ong      | S        | Nighthorse Campbell | S        | –             | –             | Kaminaga      | N             | ausgeschieden  | ausgeschieden  | Bronze |

### Kanurennsport
| Athleten                                                          | Wettbewerb | Vorlauf     | Vorlauf | Vorlauf       | Halbfinale  | Halbfinale | Finale      | Finale | Rang   |
| Athleten                                                          | Wettbewerb | Zeit        | Rang    | Qualifikation | Zeit        | Rang       | Zeit        | Rang   | Rang   |
| ----------------------------------------------------------------- | ---------- | ----------- | ------- | ------------- | ----------- | ---------- | ----------- | ------ | ------ |
| Frauen                                                            |            |             |         |               |             |            |             |        |        |
| Elke Felten                                                       | K-1 500 m  | 2:11,94 min | 4       | Finale        | –           | –          | 2:15,94 min | 4      | 4      |
| Roswitha Esser Annemarie Zimmermann                               | K-2 500 m  | 1:56,66 min | 1       | Finale        | –           | –          | 1:56,95 min | 1      | Gold   |
| Männer                                                            |            |             |         |               |             |            |             |        |        |
| Erich Suhrbier                                                    | K-1 1000 m | 4:03,44 min | 4       | Halbfinale    | 4:04,05 min | 4          | 4:01,62 min | 4      | 4      |
| Heinz Büker Holger Zander                                         | K-2 1000 m | 3:44,25 min | 4       | Halbfinale    | 3:47,46 min | 3          | 3:40,69 min | 3      | Bronze |
| Holger Zander Günter Perleberg Bernhard Schulze Friedhelm Wentzke | K-4 1000 m | 3:17,13 min | 2       | Halbfinale    | 3:21,01 min | 1          | 3:15,39 min | 2      | Silber |
| Jürgen Eschert                                                    | C-1 1000 m | 4:36,92 min | 1       | Finale        | –           | –          | 4:35,14 min | 1      | Gold   |
| Klaus Böhle Detlef Lewe                                           | C-2 1000 m | 4:12,37 min | 4       | Finale        | –           | –          | 4:13,18 min | 6      | 6      |

 Ingrid Heuser und  Siegfried Roßberg waren als Ersatzathleten nominiert, kamen aber nicht zum Einsatz.

### Leichtathletik
Laufen und Gehen
| Athleten                                                        | Wettbewerb        | Vorlauf     | Vorlauf | Viertelfinale | Viertelfinale | Halbfinale    | Halbfinale    | Finale        | Finale        | Rang          |
| Athleten                                                        | Wettbewerb        | Zeit        | Rang    | Zeit          | Rang          | Zeit          | Rang          | Zeit          | Rang          | Rang          |
| --------------------------------------------------------------- | ----------------- | ----------- | ------- | ------------- | ------------- | ------------- | ------------- | ------------- | ------------- | ------------- |
| Frauen                                                          |                   |             |         |               |               |               |               |               |               |               |
| Renate Meyer                                                    | 100 m             | 12,0 s      | 25      | 12,1 s        | 29            | ausgeschieden | ausgeschieden | ausgeschieden | ausgeschieden | 29            |
| Heilwig Jacob                                                   | 100 m             | 11,9 s      | 20      | 11,7 s        | 17            | ausgeschieden | ausgeschieden | ausgeschieden | ausgeschieden | 17            |
| Heilwig Jacob                                                   | 200 m             | 24,2 s      | 10      | –             | –             | 24,1 s        | 11            | ausgeschieden | ausgeschieden | 11            |
| Erika Pollmann                                                  | 100 m             | DSQ         | DSQ     | ausgeschieden | ausgeschieden | ausgeschieden | ausgeschieden | ausgeschieden | ausgeschieden | ausgeschieden |
| Erika Pollmann                                                  | 200 m             | 24,4 s      | 16      | –             | –             | ausgeschieden | ausgeschieden | ausgeschieden | ausgeschieden | 15            |
| Jutta Heine                                                     | 200 m             | DSQ         | DSQ     | –             | –             | ausgeschieden | ausgeschieden | ausgeschieden | ausgeschieden | ausgeschieden |
| Margarete Buscher                                               | 400 m             | 55,3 s      | 2       | –             | –             | 55,2 s        | 13            | ausgeschieden | ausgeschieden | 13            |
| Erna Maisack                                                    | 400 m             | 58,6 s      | 20      | –             | –             | ausgeschieden | ausgeschieden | ausgeschieden | ausgeschieden | 19            |
| Gertrud Schmidt                                                 | 400 m             | 55,1 s      | 7       | –             | –             | 54,2 s        | 7             | 55,4 s        | 7             | 7             |
| Antje Gleichfeld                                                | 800 m             | 2:08,2 min  | 5       | –             | –             | 2:04,6 min    | 2             | 2:03,9 min    | 5             | 5             |
| Waltraud Kaufmann                                               | 800 m             | 2:14,6 min  | 18      | –             | –             | ausgeschieden | ausgeschieden | ausgeschieden | ausgeschieden | 18            |
| Anita Wörner                                                    | 800 m             | 2:08,6 min  | 8       | –             | –             | 2:07,1 min    | 11            | ausgeschieden | ausgeschieden | 11            |
| Karin Balzer                                                    | 80 m Hürden       | 10,7 s      | 3       | –             | –             | 10,6 s (OR)   | 1             | 10,5 s (OR)   | 1             | Gold          |
| Gundula Diel                                                    | 80 m Hürden       | 10,9 s      | 11      | –             | –             | 11,0 s        | 14            | ausgeschieden | ausgeschieden | 14            |
| Karin Frisch Erika Pollmann Martha Pensberger Jutta Heine       | 4 × 100-m-Staffel | 45,0 s      | 5       | –             | –             | –             | –             | 44,7 s        | 5             | 5             |
| Männer                                                          |                   |             |         |               |               |               |               |               |               |               |
| Manfred Knickenberg                                             | 100 m             | 10,7 s      | 36      | ausgeschieden | ausgeschieden | ausgeschieden | ausgeschieden | ausgeschieden | ausgeschieden | 36            |
| Fritz Obersiebrasse                                             | 100 m             | 10,4 s      | 2       | 10,4 s        | 6             | 10,6 s        | 15            | ausgeschieden | ausgeschieden | 15            |
| Heinz Schumann                                                  | 100 m             | 10,5 s      | 4       | 10,5 s        | 14            | 10,3 s        | 4             | 10,4 s        | 5             | 5             |
| Heinz Schumann                                                  | 200 m             | 21,0 s      | 5       | 21,2 s        | 6             | 21,1 s        | 12            | ausgeschieden | ausgeschieden | 12            |
| Friedrich Roderfeld                                             | 200 m             | 21,5 s      | 26      | 22,2 s        | 23            | ausgeschieden | ausgeschieden | ausgeschieden | ausgeschieden | 23            |
| Heinz Erbstößer                                                 | 200 m             | 21,4 s      | 25      | ausgeschieden | ausgeschieden | ausgeschieden | ausgeschieden | ausgeschieden | ausgeschieden | 24            |
| Jörg Jüttner                                                    | 400 m             | 47,0 s      | 16      | 47,2 s        | 6             | 46,7 s        | 10            | ausgeschieden | ausgeschieden | 10            |
| Jürgen Kalfelder                                                | 400 m             | 47,7 s      | 31      | ausgeschieden | ausgeschieden | ausgeschieden | ausgeschieden | ausgeschieden | ausgeschieden | 30            |
| Johannes Schmitt                                                | 400 m             | 46,9 s      | 14      | 47,2 s        | 16            | ausgeschieden | ausgeschieden | ausgeschieden | ausgeschieden | 16            |
| Dieter Bogatzki                                                 | 800 m             | 1:50,3 min  | 25      | –             | –             | 1:46,9 min    | 3             | 1:47,2 min    | 7             | 7             |
| Manfred Matuschewski                                            | 800 m             | 1:50,0 min  | 21      | –             | –             | 1:47,3 min    | 8             | ausgeschieden | ausgeschieden | 10            |
| Manfred Kinder                                                  | 800 m             | 1:49,5 min  | 12      | –             | –             | 1:47,9 min    | 15            | ausgeschieden | ausgeschieden | 15            |
| Jürgen May                                                      | 1500 m            | 3:44,2 min  | 7       | –             | –             | 3:46,8 min    | 15            | ausgeschieden | ausgeschieden | 15            |
| Wolf-Dieter Holtz                                               | 1500 m            | 3:46,6 min  | 18      | –             | –             | 3:42,3 min    | 12            | ausgeschieden | ausgeschieden | 12            |
| Siegfried Valentin                                              | 1500 m            | 3:44,9 min  | 11      | –             | –             | ausgeschieden | ausgeschieden | ausgeschieden | ausgeschieden | 19            |
| Manfred Letzerich                                               | 5000 m            | 14:06,2 min | 19      | –             | –             | –             | –             | ausgeschieden | ausgeschieden | 19            |
| Harald Norpoth                                                  | 5000 m            | 14:11,6 min | 12      | –             | –             | –             | –             | 13:49,6 min   | 2             | Silber        |
| Lutz Philipp                                                    | 5000 m            | 14:15,2 min | 27      | –             | –             | –             | –             | ausgeschieden | ausgeschieden | 27            |
| Arthur Hannemann                                                | 10.000 m          | –           | –       | –             | –             | –             | –             | 30:56,6 min   | 27            | 27            |
| Siegfried Herrmann                                              | 10.000 m          | –           | –       | –             | –             | –             | –             | 29:27,0 min   | 11            | 11            |
| Siegfried Rothe                                                 | 10.000 m          | –           | –       | –             | –             | –             | –             | 30:04,6 min   | 20            | 20            |
| Heinrich Hagen                                                  | Marathon          | –           | –       | –             | –             | –             | –             | 2:26:39,8 h   | 24            | 24            |
| Gerhard Hönicke                                                 | Marathon          | –           | –       | –             | –             | –             | –             | 2:33:23,0 h   | 38            | 38            |
| Manfred Naumann                                                 | Marathon          | –           | –       | –             | –             | –             | –             | 2:33:42,0 h   | 39            | 39            |
| Dieter Lindner                                                  | 20 km Gehen       | –           | –       | –             | –             | –             | –             | 1:31:13,2 h   | 2             | Silber        |
| Hans-Georg Reimann                                              | 20 km Gehen       | –           | –       | –             | –             | –             | –             | 1:33:15,8 h   | 9             | 9             |
| Gerhard Sperling                                                | 20 km Gehen       | –           | –       | –             | –             | –             | –             | 1:34:51,0 h   | 12            | 12            |
| Christoph Höhne                                                 | 50 km Gehen       | –           | –       | –             | –             | –             | –             | 4:17:41,6 h   | 6             | 6             |
| Burkhard Leuschke                                               | 50 km Gehen       | –           | –       | –             | –             | –             | –             | 4:15:26,8 h   | 4             | 4             |
| Kurt Sakowski                                                   | 50 km Gehen       | –           | –       | –             | –             | –             | –             | 4:20:31,0 h   | 8             | 8             |
| Hinrich John                                                    | 110 m Hürden      | 14,3 s      | 8       | –             | –             | 14,1 s        | 9             | ausgeschieden | ausgeschieden | 9             |
| Werner Trzmiel                                                  | 110 m Hürden      | 14,3 s      | 17      | –             | –             | ausgeschieden | ausgeschieden | ausgeschieden | ausgeschieden | 16            |
| Christian Voigt                                                 | 110 m Hürden      | 15,1 s      | 31      | –             | –             | ausgeschieden | ausgeschieden | ausgeschieden | ausgeschieden | 30            |
| Horst Gieseler                                                  | 400 m Hürden      | DNF         | DNF     | –             | –             | ausgeschieden | ausgeschieden | ausgeschieden | ausgeschieden | ausgeschieden |
| Ferdinand Haas                                                  | 400 m Hürden      | 52,2 s      | 16      | –             | –             | 51,6 s        | 13            | ausgeschieden | ausgeschieden | 13            |
| Joachim Singer                                                  | 400 m Hürden      | 52,1 s      | 17      | –             | –             | ausgeschieden | ausgeschieden | ausgeschieden | ausgeschieden | 16            |
| Alfred Döring                                                   | 3000 m Hindernis  | 8:43, 2 min | 12      | –             | –             | –             | –             | ausgeschieden | ausgeschieden |               |
| Rainer Dörner                                                   | 3000 m Hindernis  | 8:55,0 min  | 19      | –             | –             | –             | –             | ausgeschieden | ausgeschieden |               |
| Dieter Hartmann                                                 | 3000 m Hindernis  | 9:09,2 min  | 26      | –             | –             | –             | –             | ausgeschieden | ausgeschieden |               |
| Heinz Erbstößer Rainer Berger Peter Wallach Volker Löffler      | 4 × 100-m-Staffel | 40,2 s      | 9       | –             | –             | 40,1 s        | 9             | ausgeschieden | ausgeschieden | 9             |
| Jörg Jüttner Johannes Schmitt Manfred Kinder Hans-Ulrich Schulz | 4 × 400-m-Staffel | 3:04,9 min  | 2       | –             | –             | –             | –             | 3:04,3 min    | 5             | 5             |

Bei den Männern waren für die 4 × 100-m-Staffel  Dietmar Falgowski und  Wolfgang Krebs als Ersatzathleten nominiert, die jedoch nicht zum Einsatz kamen.
Bei den Frauen waren für die 4 × 100-m-Staffel  Renate Meyer und  Jutta Stöck als Ersatzathletinnen nominiert, die jedoch nicht zum Einsatz kamen.
Springen und Werfen
| Athleten                  | Wettbewerb     | Qualifikation | Qualifikation | Finale        | Finale        | Rang   |
| Athleten                  | Wettbewerb     | Weite/Höhe    | Rang          | Weite/Höhe    | Rang          | Rang   |
| ------------------------- | -------------- | ------------- | ------------- | ------------- | ------------- | ------ |
| Frauen                    |                |               |               |               |               |        |
| Gerda Kupferschmied       | Hochsprung     | 1,70 m        | 11            | 1,68 m        | 12            | 12     |
| Karin Rüger               | Hochsprung     | 1,68 m        | 15            | 1,71 m        | 9             | 9      |
| Ingrid Becker             | Weitsprung     | 6,37 m        | 4             | 6,40 m        | 4             | 4      |
| Helga Hoffmann            | Weitsprung     | 6,44 m        | 2             | 6,23 m        | 8             | 8      |
| Hildrun Laufer            | Weitsprung     | 6,28 m        | 8             | 6,24 m        | 7             | 7      |
| Renate Garisch-Culmberger | Kugelstoßen    | 16,32 m       | 3             | 17,61 m       | 2             | Silber |
| Margitta Helmbold         | Kugelstoßen    | 15,61 m       | 5             | 16,91 m       | 5             | 5      |
| Johanna Hübner            | Kugelstoßen    | 15,38 m       | 8             | 15,77 m       | 9             | 9      |
| Kriemhild Limberg         | Diskuswurf     | 54,54 m       | 3             | 53,81 m       | 7             | 7      |
| Ingrid Lotz               | Diskuswurf     | 54,82 m       | 2             | 57,21 m       | 2             | Silber |
| Doris Lorenz              | Diskuswurf     | 51,58 m       | 11            | 45,63 m       | 14            | 14     |
| Anneliese Gerhards        | Speerwurf      | 52,23 m       | 4             | 52,37 m       | 8             | 8      |
| Rosemarie Schubert        | Speerwurf      | 51,20 m       | 5             | 46,50 m       | 12            | 12     |
| Ingeborg Schwalbe         | Speerwurf      | 45,55 m       | 14            | ausgeschieden | ausgeschieden | 14     |
| Männer                    |                |               |               |               |               |        |
| Ralf Drecoll              | Hochsprung     | 2,06 m        | 1             | 2,09 m        | 6             | 6      |
| Rudi Köppen               | Hochsprung     | 2,06 m        | 1             | 2,00 m        | 19            | 19     |
| Wolfgang Schillkowski     | Hochsprung     | 2,06 m        | 1             | 2,06 m        | 17            | 17     |
| Klaus Lehnertz            | Stabhochsprung | 4,60 m        | 1             | 5,00 m        | 3             | Bronze |
| Manfred Preußger          | Stabhochsprung | 4,60 m        | 1             | 5,00 m        | 4             | 4      |
| Wolfgang Reinhardt        | Stabhochsprung | 4,60 m        | 1             | 5,05 m        | 2             | Silber |
| Klaus Beer                | Weitsprung     | 7,27 m        | 21            | ausgeschieden | ausgeschieden | 21     |
| Wolfgang Klein            | Weitsprung     | 7,59 m        | 6             | 7,15 m        | 10            | 10     |
| Hans-Helmut Trense        | Weitsprung     | 7,30 m        | 18            | ausgeschieden | ausgeschieden | 18     |
| Manfred Hinze             | Dreisprung     | 16,23 m       | 3             | 16,15 m       | 6             | 6      |
| Günter Krivec             | Dreisprung     | 15,78 m       | 14            | ausgeschieden | ausgeschieden | 14     |
| Hans-Jürgen Rückborn      | Dreisprung     | 15,88 m       | 8             | 16,09 m       | 8             | 8      |
| Heinfried Birlenbach      | Kugelstoßen    | 17,77 m       | 14            | ausgeschieden | ausgeschieden | 14     |
| Dieter Hoffmann           | Kugelstoßen    | 17,82 m       | 13            | 17,11 m       | 12            | 12     |
| Rudolf Langer             | Kugelstoßen    | 17,90 m       | 9             | 17,29 m       | 11            | 11     |
| Hartmut Losch             | Diskuswurf     | 56,46 m       | 6             | 52,08 m       | 11            | 11     |
| Fritz Kühl                | Diskuswurf     | 53,53 m       | 13            | ausgeschieden | ausgeschieden | 13     |
| Lothar Milde              | Diskuswurf     | 53,39 m       | 14            | ausgeschieden | ausgeschieden | 14     |
| Uwe Beyer                 | Hammerwurf     | 65,01 m       | 7             | 68,09 m       | 3             | Bronze |
| Hans Fahsl                | Hammerwurf     | 62,35 m       | 16            | ausgeschieden | ausgeschieden | 16     |
| Martin Lotz               | Hammerwurf     | 61,88 m       | 18            | ausgeschieden | ausgeschieden | 18     |
| Rolf Herings              | Speerwurf      | 72,47 m       | 11            | 74,72 m       | 7             | 7      |
| Hermann Salomon           | Speerwurf      | 71,92 m       | 14            | ausgeschieden | ausgeschieden | 14     |
| Hans Schenk               | Speerwurf      | 72,55 m       | 10            | 69,82 m       | 12            | 12     |

Mehrkampf
| Athleten         | 80 m Hürden | 80 m Hürden | Kugelstoßen | Kugelstoßen | Hochsprung | Hochsprung | Weitsprung | Weitsprung | 200 m  | 200 m | Punkte | Rang |
| Athleten         | Zeit        | Pkte.       | Weite       | Pkte.       | Höhe       | Pkte.      | Weite      | Pkte.      | Zeit   | Pkte. | Punkte | Rang |
| ---------------- | ----------- | ----------- | ----------- | ----------- | ---------- | ---------- | ---------- | ---------- | ------ | ----- | ------ | ---- |
| Fünfkampf Frauen |             |             |             |             |            |            |            |            |        |       |        |      |
| Ingrid Becker    | 11,6 s      | 948         | 11,62 m     | 829         | 1,60 m     | 945        | 6,17 m     | 1027       | 24,6 s | 968   | 4717   | 8    |
| Helga Hoffmann   | 11,2 s      | 1011        | 10,67 m     | 762         | 1,60 m     | 945        | 6,44 m     | 1087       | 25,0 s | 932   | 4737   | 6    |

| Athleten           | 100 m  | 100 m | Weitsprung | Weitsprung | Kugelstoßen | Kugelstoßen | Hochsprung | Hochsprung | 400 m  | 400 m | 110 m Hürden | 110 m Hürden | Diskuswurf | Diskuswurf | Stabhochsprung | Stabhochsprung | Speerwurf | Speerwurf | 1500 m     | 1500 m | Punkte | Rang   |
| Athleten           | Zeit   | Pkte. | Weite      | Pkte.      | Weite       | Pkte.       | Höhe       | Pkte.      | Zeit   | Pkte. | Zeit         | Pkte.        | Weite      | Pkte.      | Höhe           | Pkte.          | Weite     | Pkte.     | Zeit       | Pkte.  | Punkte | Rang   |
| ------------------ | ------ | ----- | ---------- | ---------- | ----------- | ----------- | ---------- | ---------- | ------ | ----- | ------------ | ------------ | ---------- | ---------- | -------------- | -------------- | --------- | --------- | ---------- | ------ | ------ | ------ |
| Zehnkampf Männer   |        |       |            |            |             |             |            |            |        |       |              |              |            |            |                |                |           |           |            |        |        |        |
| Horst Beyer        | 11,2 s | 756   | 7,02 m     | 824        | 14,32 m     | 2327        | 1,90 m     | 769        | 49,8 s | 814   | 15,2 s       | 827          | 45,17 m    | 784        | 3,80 m         | 754            | 58,17 m   | 738       | 4:23,6 min | 634    | 7647   | 6      |
| Willi Holdorf      | 10,7 s | 879   | 7,00 m     | 820        | 14,95 m     | 786         | 1,84 m     | 716        | 48,2 s | 889   | 15,0 s       | 848          | 46,05 m    | 801        | 4,20 m         | 859            | 57,37 m   | 728       | 4:34,3 min | 561    | 7887   | Gold   |
| Hans-Joachim Walde | 11,0 s | 804   | 7,21 m     | 863        | 14,45 m     | 756         | 1,96 m     | 822        | 49,5 s | 829   | 15,3 s       | 817          | 43,15 m    | 747        | 4,10 m         | 832            | 62,90 m   | 796       | 4:37,5 min | 10     | 7809   | Bronze |

### Moderner Fünfkampf
| Athleten                                | Wettbewerb | Fechten | Fechten | Schwimmen  | Schwimmen | Reiten     | Reiten | Schießen | Schießen | 4000 m Crosslauf | 4000 m Crosslauf | Punkte | Rang |
| Athleten                                | Wettbewerb | Siege   | Punkte  | Zeit       | Punkte    | Zeit       | Punkte | Ringe    | Punkte   | Zeit             | Punkte           | Punkte | Rang |
| --------------------------------------- | ---------- | ------- | ------- | ---------- | --------- | ---------- | ------ | -------- | -------- | ---------------- | ---------------- | ------ | ---- |
| Männer                                  |            |         |         |            |           |            |        |          |          |                  |                  |        |      |
| Uwe Adler                               | Einzel     | 14      | 532     | 3:59,5 min | 1005      | 3:20,8 min | 1070   | 196      | 1020     | 14:51,2 min      | 1027             | 4654   | 13   |
| Elmar Frings                            | Einzel     | 17      | 640     | 4:05,3 min | 975       | 3:32,7 min | 960    | 192      | 940      | 15:24,1 min      | 928              | 4443   | 23   |
| Wolfgang Gödicke                        | Einzel     | 19      | 712     | 4:05,1 min | 975       | 3:16,7 min | 1100   | 187      | 840      | 14:50,2 min      | 1030             | 4657   | 12   |
| Uwe Adler Elmar Frings Wolfgang Gödicke | Mannschaft |         | 1729    |            | 2955      |            | 3130   |          | 2800     |                  | 2985             | 13599  | 6    |

 Erhard Werner war als Ersatzmann nominiert, kam allerdings nicht zum Einsatz

### Radsport

#### Bahn
| Athleten                                                   | Wettbewerb            | 1. Runde              | 1. Runde                  | Achtelfinale | Achtelfinale | Viertelfinale   | Viertelfinale             | Halbfinale         | Halbfinale               | Finale                | Finale                    | Rang   |
| Athleten                                                   | Wettbewerb            | Zeit/Gegner           | Rang                      | Zeit         | Rang         | Gegner          | Ergebnis                  | Gegner             | Ergebnis                 | Gegner                | Ergebnis                  | Rang   |
| ---------------------------------------------------------- | --------------------- | --------------------- | ------------------------- | ------------ | ------------ | --------------- | ------------------------- | ------------------ | ------------------------ | --------------------- | ------------------------- | ------ |
| Männer                                                     |                       |                       |                           |              |              |                 |                           |                    |                          |                       |                           |        |
| Willi Fuggerer                                             | Sprint                | –                     | 2                         | 12,15 s      | 1            | Pierre Trentin  | N                         | ausgeschieden      | ausgeschieden            | ausgeschieden         | ausgeschieden             | 5      |
| Willi Fuggerer                                             | Sprint                | Hoffnungslauf: 11,52s | 1                         | 12,15 s      | 1            | Pierre Trentin  | N                         | ausgeschieden      | ausgeschieden            | ausgeschieden         | ausgeschieden             | 5      |
| Ulrich Schillinger                                         | Sprint                | 12,60 s               | 1                         | –            | 2            | ausgeschieden   | ausgeschieden             | ausgeschieden      | ausgeschieden            | ausgeschieden         | ausgeschieden             | 9      |
| Willi Fuggerer Klaus Kobusch                               | Tandem                | Fredborg/Jørgensen    | 1                         | –            | –            | Bicsekey/Habony | 2:0                       | Damiano/Bianchetto | 1:2                      | de Graaf/van der Touw | 2:0                       | Bronze |
| Lothar Spiegelberg                                         | Einerverfolgung       | Jiří Daler            | 2                         | –            | –            | Giorgio Ursi    | N                         | ausgeschieden      | ausgeschieden            | ausgeschieden         | ausgeschieden             | 5      |
| Lothar Claesges Karl-Heinz Henrichs Karl Link Ernst Streng | Mannschaftsverfolgung | GBR                   | 4:42,28 min : 4:47,67 min | –            | –            | DEN             | 4:36,98 min : 4:43,58 min | AUS                | 4:38,19 min: 4:40,28 min | ITA                   | 4:35,67 min : 4:35,74 min | Gold   |

| Athleten        | Wettbewerb        | Zeit        | Rang |
| --------------- | ----------------- | ----------- | ---- |
| Männer          |                   |             |      |
| Lothar Claesges | 1000 m Zeitfahren | 1:10,86 min | 6    |

#### Straße
| Athleten                                                    | Wettbewerb            | Zeit         | Rang |
| ----------------------------------------------------------- | --------------------- | ------------ | ---- |
| Männer                                                      |                       |              |      |
| Burkhard Ebert                                              | Straßenrennen         | 4:39:51,75 h | 29   |
| Günter Hoffmann                                             | Straßenrennen         | 4:39:51,83 h | 78   |
| Wilfried Peffgen                                            | Straßenrennen         | 4:39:51,74 h | 6    |
| Immo Rittmeyer                                              | Straßenrennen         | 4:39:51,80 h | 54   |
| Immo Rittmeyer Günter Hoffmann Burkhard Ebert Peter Glemser | Mannschaftszeitfahren | 2:33:37,45 h | 14   |

 Erich Schockhoven wurde als Ersatzfahrer nominiert.

### Reiten

#### Dressurreiten
| Athleten                                                                    | Wettbewerb | Qualifikation | Qualifikation | Finale | Finale | Rang   |
| Athleten                                                                    | Wettbewerb | Punkte        | Rang          | Punkte | Rang   | Rang   |
| --------------------------------------------------------------------------- | ---------- | ------------- | ------------- | ------ | ------ | ------ |
| Reiner Klimke mit Dux                                                       | Einzel     | 837,0         | 5             | 1404,0 | 6      | 6      |
| Josef Neckermann mit Antoinette                                             | Einzel     | 832,0         | 6             | 1429,0 | 5      | 5      |
| Harry Boldt mit Remus                                                       | Einzel     | 889,0         | 1             | 1503,0 | 2      | Silber |
| Harry Boldt mit Remus Reiner Klimke mit Dux Josef Neckermann mit Antoinette | Mannschaft | –             | –             | 889,0  | 1      | Gold   |

#### Springreiten
| Athleten                                                                                  | Wettbewerb | 1. Umlauf   | 2. Umlauf   | Gesamt      | Gesamt |
| Athleten                                                                                  | Wettbewerb | Strafpunkte | Strafpunkte | Strafpunkte | Rang   |
| ----------------------------------------------------------------------------------------- | ---------- | ----------- | ----------- | ----------- | ------ |
| Kurt Jarasinski mit Torro                                                                 | Einzel     | 9,75        | 12,50       | 22,25       | 8      |
| Hans Günter Winkler mit Fidelitas                                                         | Einzel     | 17,50       | 15,00       | 32,50       | 16     |
| Hermann Schridde mit Dozen II                                                             | Einzel     | 12,50       | 1,25        | 13,75       | Silber |
| Kurt Jarasinski mit Torro Hermann Schridde mit Dozen II Hans Günter Winkler mit Fidelitas | Mannschaft | –           | –           | 6,50        | Gold   |

#### Vielseitigkeitsreiten
| Athleten | Wettbewerb | Minuspunkte Dressur | Minuspunkte Gelände | Minuspunkte Springen | Minuspunkte Gesamt | Rang   |
| --- | ---------- | ------------------- | ------------------- | -------------------- | ------------------ | ------ |
| Horst Karsten mit Condora                                                                                      | Einzel     | 49,00               | 95,60               | 10,00                | 36,60              | 6      |
| Fritz Ligges mit Donkosak                                                                                      | Einzel     | 32,00               | 91,20               | 10,00                | 49,20              | Bronze |
| Gerhard Schulz mit Balza X                                                                                     | Einzel     | 60,67               | 51,60               | 20,00                | 29,07              | 20     |
| Karl-Heinz Fuhrmann mit Mohamet                                                                                | Einzel     | 58,00               | 38,00               | 30,00                | 50,00              | 25     |
| Horst Karsten mit Condora Fritz Ligges mit Donkosak Karl-Heinz Fuhrmann mit Mohamet Gerhard Schulz mit Balza X | Mannschaft | 139,00              | 238,40              | 40,00                | 56,73              | Bronze |

### Ringen

#### Griechisch-römischer Stil
| Athleten          | Wettbewerb        | 1. Runde     | 1. Runde | 2. Runde   | 2. Runde | 3. Runde   | 3. Runde | 4. Runde      | 4. Runde      | 5. Runde      | 5. Runde      | 6. Runde      | 6. Runde      | Rang          |
| Athleten          | Wettbewerb        | Gegner       | Erg.     | Gegner     | Erg.     | Gegner     | Erg.     | Gegner        | Erg.          | Gegner        | Erg.          | Gegner        | Erg.          | Rang          |
| ----------------- | ----------------- | ------------ | -------- | ---------- | -------- | ---------- | -------- | ------------- | ------------- | ------------- | ------------- | ------------- | ------------- | ------------- |
| Männer            |                   |              |          |            |          |            |          |               |               |               |               |               |               |               |
| Rolf Lacour       | Fliegengewicht    | Ali          | S        | Björlin    | S        | Pârvulescu | N        | Fabra         | S             | ausgeschieden | ausgeschieden | ausgeschieden | ausgeschieden | 4             |
| Fritz Stange      | Bantamgewicht     | Fitch        | S        | Ichiguchi  | N        | Toma       | S        | El-Sayed      | U             | ausgeschieden | ausgeschieden | ausgeschieden | ausgeschieden | 5             |
| Lothar Schneider  | Federgewicht      | Petrow       | U        | Martinović | U        | Lehtonen   | N        | ausgeschieden | ausgeschieden | ausgeschieden | ausgeschieden | ausgeschieden | ausgeschieden | ausgeschieden |
| Franz Schmitt     | Leichtgewicht     | Gvantseladze | N        | Berger     | S        | Zaid       | S        | Horvat        | N             | ausgeschieden | ausgeschieden | ausgeschieden | ausgeschieden | ausgeschieden |
| Rudolf Vesper     | Weltergewicht     | Kazama       | U        | Nyström    | N        | Bayrak     | S        | ausgeschieden | ausgeschieden | ausgeschieden | ausgeschieden | ausgeschieden | ausgeschieden | ausgeschieden |
| Lothar Metz       | Mittelgewicht     | Kwieciński   | S        | Popovici   | S        | Olenik     | N        | Persson       | S             | Bimbalow      | S             | Kormaník      | N             | Bronze        |
| Heinz Kiehl       | Halbschwergewicht | Panizo       | S        | Lovell     | S        | Wiesberger | N        | Freilos       | Freilos       | Svensson      | N             | ausgeschieden | ausgeschieden | Bronze        |
| Wilfried Dietrich | Schwergewicht     | Freilos      | Freilos  | Kassabow   | S        | Sugiyama   | S        | Kozma         | N             | Roschtschin   | N             | ausgeschieden | ausgeschieden | Bronze        |

#### Freier Stil
| Athleten          | Wettbewerb        | 1. Runde      | 1. Runde | 2. Runde      | 2. Runde      | 3. Runde      | 3. Runde      | 4. Runde      | 4. Runde      | 5. Runde      | 5. Runde      | 6. Runde      | 6. Runde      | Rang          |
| Athleten          | Wettbewerb        | Gegner        | Erg.     | Gegner        | Erg.          | Gegner        | Erg.          | Gegner        | Erg.          | Gegner        | Erg.          | Gegner        | Erg.          | Rang          |
| ----------------- | ----------------- | ------------- | -------- | ------------- | ------------- | ------------- | ------------- | ------------- | ------------- | ------------- | ------------- | ------------- | ------------- | ------------- |
| Männer            |                   |               |          |               |               |               |               |               |               |               |               |               |               |               |
| Paul Neff         | Fliegengewicht    | Singh         | N        | ausgeschieden | ausgeschieden | ausgeschieden | ausgeschieden | ausgeschieden | ausgeschieden | ausgeschieden | ausgeschieden | ausgeschieden | ausgeschieden | ausgeschieden |
| Karl Dodrimont    | Bantamgewicht     | Uetake        | N        | Siraj-Din     | N             | ausgeschieden | ausgeschieden | ausgeschieden | ausgeschieden | ausgeschieden | ausgeschieden | ausgeschieden | ausgeschieden | ausgeschieden |
| Reiner Schilling  | Federgewicht      | Senosa        | S        | Yun           | S             | Tovar         | S             | Watanabe      | N             | ausgeschieden | ausgeschieden | ausgeschieden | ausgeschieden | ausgeschieden |
| Klaus Rost        | Leichtgewicht     | Doner         | S        | Greig         | S             | Djan          | S             | Jeong         | N             | Freilos       | Freilos       | Waltschew     | N             | Silber        |
| Martin Heinze     | Weltergewicht     | Sanatkaran    | N        | Tampa         | S             | Watanabe      | N             | Ogan          | N             | Balavadze     | U             | Kaneko        | N             |               |
| Günther Bauch     | Mittelgewicht     | Sasaki        | N        | García        | S             | Chorloogiin   | S             | Gardschew     | N             | ausgeschieden | ausgeschieden | ausgeschieden | ausgeschieden | ausgeschieden |
| Heinz Kiehl       | Halbschwergewicht | Ölziisaikhany | S        | Mane          | N             | Jutzeler      | S             | Mustafow      | N             | ausgeschieden | ausgeschieden | ausgeschieden | ausgeschieden | ausgeschieden |
| Wilfried Dietrich | Schwergewicht     | Kristoff      | N        | Kaplan        | N             | Robertsson    | S             | ausgeschieden | ausgeschieden | ausgeschieden | ausgeschieden | ausgeschieden | ausgeschieden | ausgeschieden |

### Rudern
| Athleten | Wettbewerb             | Vorlauf     | Vorlauf | Vorlauf       | Hoffnungslauf | Hoffnungslauf | Hoffnungslauf | Finale      | Finale | Rang   |
| Athleten | Wettbewerb             | Zeit        | Rang    | Qualifikation | Zeit          | Rang          | Qualifikation | Zeit        | Rang   | Rang   |
| --- | ---------------------- | ----------- | ------- | ------------- | ------------- | ------------- | ------------- | ----------- | ------ | ------ |
| Männer |                        |             |         |               |               |               |               |             |        |        |
| Achim Hill | Einer                  | 7:40,49 min | 1       | A-Finale      | –             | –             | –             | 8:26,24 min | 2      | Silber |
| Helmut Lebert Josef Steffes-Mies | Doppelzweier           | 6:41,24 min | 3       | Hoffnungslauf | 6:39,92 min   | 1             | A-Finale      | 7:30,03 min | 5      | 5      |
| Michael Schwan Wolfgang Hottenrott | Zweier ohne Steuermann | 7:20,18 min | 2       | A-Finale      | –             | –             | –             | 7:38,63 min | 3      | Bronze |
| Günter Bergau Peter Gorny Karl-Heinz Danielowski                                                                                               | Zweier mit Steuermann  | 8:02,99 min | 9       | Hoffnungslauf | 7:22,96 min   | 2             | B-Finale      | 7:27,98 min | 1      | 7      |
| Günter Schroers Horst Effertz Albrecht Müller Manfred Misselhorn                                                                               | Vierer ohne Steuermann | 6:37,83 min | 1       | A-Finale      | –             | –             | –             | 7:10,33 min | 6      | 6      |
| Peter Neusel Bernhard Britting Joachim Werner Egbert Hirschfelder Jürgen Oelke                                                                 | Vierer mit Steuermann  | 6:44,12 min | 1       | A-Finale      | –             | –             | –             | 7:00,44 min | 1      | Gold   |
| Klaus Aeffke Hans-Jürgen Wallbrecht Klaus Behrens Jürgen Schröder Moritz von Groddeck Jürgen Plagemann Horst Meyer Klaus Bittner Thomas Ahrens | Achter                 | 5:54,02 min | 1       | A-Finale      | –             | –             | –             | 6:23,29 min | 2      | Silber |

 Heinz-Jürgen Bothe,  Gerd Wolter (Doppelzweier),  Helmut Schulz (Vierer ohne Steuermann),  Dieter Bender (Vierer mit Steuermann),  Klaus-Günther Jordan und  Hans-Peter Schmidt (beide Achter) waren als Ersatzathleten nominiert, kamen aber nicht zum Einsatz.

### Schießen
| Athleten              | Wettbewerb                                 | Finale         | Finale |
| Athleten              | Wettbewerb                                 | Ringe/Scheiben | Rang   |
| --------------------- | ------------------------------------------ | -------------- | ------ |
| Männer                |                                            |                |        |
| Hans Kaupmannsennecke | Freie Pistole 50 Meter                     | 530            | 30     |
| Johann Garreis        | Freie Pistole 50 Meter                     | 554            | 4      |
| Gerhard Feller        | Schnellfeuerpistole 25 Meter               | 577            | 26     |
| Lothar Jacobi         | Schnellfeuerpistole 25 Meter               | 585            | 13     |
| Rudolf Bortz          | Kleinkaliber liegend 50 Meter              | 589            | 24     |
| Karl Wenk             | Kleinkaliber liegend 50 Meter              | 594            | 7      |
| Klaus Zähringer       | Kleinkaliber Dreistellungskampf 50 Meter   | 1131           | 22     |
| Klaus Zähringer       | Freies Gewehr Dreistellungskampf 300 Meter | 1110           | 14     |
| Harry Köcher          | Kleinkaliber Dreistellungskampf 50 Meter   | 1148           | 4      |
| Harry Köcher          | Freies Gewehr Dreistellungskampf 300 Meter | 1130           | 8      |
| Joachim Marscheider   | Trap                                       | 191            | 8      |
| Heinz Rehder          | Trap                                       | 189            | 14     |

### Schwimmen
| Athleten                                                                    | Wettbewerb                | Vorlauf         | Vorlauf | Halbfinale    | Halbfinale    | Finale        | Finale        | Rang   |
| Athleten                                                                    | Wettbewerb                | Zeit            | Rang    | Zeit          | Rang          | Zeit          | Rang          | Rang   |
| --------------------------------------------------------------------------- | ------------------------- | --------------- | ------- | ------------- | ------------- | ------------- | ------------- | ------ |
| Frauen                                                                      |                           |                 |         |               |               |               |               |        |
| Traudi Beierlein                                                            | 100 m Freistil            | 1:05,4 min      | 26      | ausgeschieden | ausgeschieden | ausgeschieden | ausgeschieden | 26     |
| Rita Schumacher                                                             | 100 m Freistil            | 1:03,5 min      | 12      | ausgeschieden | ausgeschieden | ausgeschieden | ausgeschieden | 17     |
| Martina Grunert                                                             | 100 m Freistil            | 1:03,1 min      | 10      | 1:03,1 min    | 12            | ausgeschieden | ausgeschieden | 12     |
| Martina Grunert                                                             | 400 m Freistil            | 4:57,7 min      | 13      | –             | –             | ausgeschieden | ausgeschieden | 13     |
| Heidi Pechstein                                                             | 400 m Freistil            | 5:01,4 min      | 14      | –             | –             | ausgeschieden | ausgeschieden | 14     |
| Jutta Wanke                                                                 | 400 m Freistil            | 5:01,7 min      | 15      | –             | –             | ausgeschieden | ausgeschieden | 15     |
| Petra Nerger                                                                | 100 m Rücken              | 1:12,1 min      | 18      | –             | –             | ausgeschieden | ausgeschieden | 18     |
| Ingrid Schmidt                                                              | 100 m Rücken              | 1:11,1 min      | 9       | –             | –             | ausgeschieden | ausgeschieden | 9      |
| Helga Neuber                                                                | 100 m Rücken              | 1:11,4 min      | 12      | –             | –             | ausgeschieden | ausgeschieden | 12     |
| Bärbel Grimmer                                                              | 200 m Brust               | 2:48,6 min (OR) | 2       | –             | –             | 2:51,0 min    | 6             | 6      |
| Ursula Küper                                                                | 200 m Brust               | 2:50,1 min      | 6       | –             | –             | 2:53,9 min    | 8             | 8      |
| Wiltrud Urselmann                                                           | 200 m Brust               | 2:53,2 min      | 10      | –             | –             | ausgeschieden | ausgeschieden | 10     |
| Ursel Brunner                                                               | 100 m Schmetterling       | 1:13,6 min      | 26      | ausgeschieden | ausgeschieden | ausgeschieden | ausgeschieden |        |
| Heike Hustede                                                               | 100 m Schmetterling       | 1:10,5 min      | 14      | 1:08,8 min    | 8             | 1:08,5 min    | 6             | 6      |
| Ute Noack                                                                   | 100 m Schmetterling       | 1:09,2 min      | 6       | 1:09,3 min    | 10            | ausgeschieden | ausgeschieden | 10     |
| Harriet Blank                                                               | 400 m Lagen               | 5:42,4 min      | 14      | –             | –             | ausgeschieden | ausgeschieden | 14     |
| Veronika Holletz                                                            | 400 m Lagen               | 5:26,8 min      | 2       | –             | –             | 5:25,6 min    | 4             | 4      |
| Helga Zimmermann                                                            | 400 m Lagen               | 5:38,9 min      | 11      | –             | –             | ausgeschieden | ausgeschieden | 11     |
| Traudi Beierlein Martina Grunert Rita Schumacher Heidi Pechstein            | 4 × 100-m-Freistilstaffel | 4:14,9 min      | 6       | –             | –             | 4:15,0 min    | 6             | 6      |
| Heike Hustede Ingrid Schmidt Bärbel Grimmer Martina Grunert                 | 4 × 100-m-Lagenstaffel    | 4:43,2 min      | 4       | –             | –             | DSQ           | DSQ           | DSQ    |
| Männer                                                                      |                           |                 |         |               |               |               |               |        |
| Uwe Jacobsen                                                                | 100 m Freistil            | 55,6 s          | 14      | 54,8 s        | 7             | 56,1 s        | 8             | 8      |
| Hans-Joachim Klein                                                          | 100 m Freistil            | 55,3 s          | 10      | 54,4 s        | 6             | 54,0 s        | 3             | Bronze |
| Horst Löffler                                                               | 100 m Freistil            | 55,6 s          | 14      | 56,0 s        | 19            | ausgeschieden | ausgeschieden | 19     |
| Martin Klink                                                                | 400 m Freistil            | 4:29,1 min      | 19      | –             | –             | ausgeschieden | ausgeschieden | 19     |
| Wolfgang Kremer                                                             | 400 m Freistil            | 4:29,9 min      | 22      | –             | –             | ausgeschieden | ausgeschieden | 22     |
| Frank Wiegand                                                               | 400 m Freistil            | 4:17,2 min      | 3       | –             | –             | 4:14,9 min    | 2             | Silber |
| Heinz Junga                                                                 | 1500 m Freistil           | 18:08,7 min     | 19      | –             | –             | ausgeschieden | ausgeschieden | 19     |
| Holger Kirschke                                                             | 1500 m Freistil           | 18:01,6 min     | 14      | –             | –             | ausgeschieden | ausgeschieden | 14     |
| Jürgen Dietze                                                               | 200 m Rücken              | 2:20,4 min      | 19      | ausgeschieden | ausgeschieden | ausgeschieden | ausgeschieden |        |
| Ernst-Joachim Küppers                                                       | 200 m Rücken              | 2:17,9 min      | 12      | 2:15,4 min    | 3             | 2:15,7 min    | 5             | 5      |
| Wolfgang Wagner                                                             | 200 m Rücken              | 2:18,5 min      | 14      | 2:20,2 min    | 15            | ausgeschieden | ausgeschieden | 15     |
| Egon Henninger                                                              | 200 m Brust               | 2:30,1 min (OR) | 1       | 2:33,3 min    | 6             | 2:31,1 min    | 5             | 5      |
| Klaus Katzur                                                                | 200 m Brust               | 2:36,7 min      | 13      | 2:37,3 min    | 13            | ausgeschieden | ausgeschieden | 13     |
| Willi Messner                                                               | 200 m Brust               | 2:36,0 min      | 11      | 2:35,5 min    | 12            | ausgeschieden | ausgeschieden | 12     |
| Werner Freitag                                                              | 200 m Schmetterling       | 2:16,9 min      | 15      | 2:13,5 min    | 10            | ausgeschieden | ausgeschieden | 10     |
| Hermann Lotter                                                              | 200 m Schmetterling       | 2:18,2 min      | 18      | ausgeschieden | ausgeschieden | ausgeschieden | ausgeschieden | 18     |
| Wolfgang Platzeck                                                           | 200 m Schmetterling       | 2:18,7 min      | 22      | ausgeschieden | ausgeschieden | ausgeschieden | ausgeschieden | 22     |
| Gerhard Hetz                                                                | 400 m Lagen               | 4:57,6 min      | 2       | –             | –             | 4:51,0 min    | 3             | Bronze |
| Dieter Pfeifer                                                              | 400 m Lagen               | 5:05,2 min      | 9       | –             | –             | ausgeschieden | ausgeschieden | 9      |
| Stefan Weinrich                                                             | 400 m Lagen               | 5:07,8 min      | 13      | –             | –             | ausgeschieden | ausgeschieden | 13     |
| Horst Löffler Uwe Jacobsen Hans-Joachim Klein Frank Wiegand                 | 4 × 100-m-Freistilstaffel | 3:41,0 min      | 3       | –             | –             | 3:37,2 min    | 2             | Silber |
| Gerhard Hetz Hans-Joachim Klein Horst-Günter Gregor Frank Wiegand           | 4 × 200-m-Freistilstaffel | 8:09,7 min      | 2       | –             | –             | 7:59,3 min    | 2             | Silber |
| Ernst-Joachim Küppers Hans-Joachim Klein Egon Henninger Horst-Günter Gregor | 4 × 100-m-Lagenstaffel    | 4:06,6 min      | 12      | –             | –             | 4:01,6 min    | 2             | Silber |

 Gabriele Nimmrich (4 × 100 m Freistil),  Volker Frischke (4 × 200 m Freistil) sowie  Rainer Bahlke,  Peter Sommer und  Margit Hettling und  Jutta Olbrisch (4 × 100 m Lagen) waren als Ersatzathleten für die jeweilige Staffel nominiert, kamen aber nicht zum Einsatz.

### Segeln
| Athleten                                                  | Wettbewerb      | Rennen 1 | Rennen 1 | Rennen 2 | Rennen 2 | Rennen 3 | Rennen 3 | Rennen 4 | Rennen 4 | Rennen 5 | Rennen 5 | Rennen 6 | Rennen 6 | Rennen 7 | Rennen 7 | Gesamt | Gesamt |
| Athleten                                                  | Wettbewerb      | Punkte   | Rang     | Punkte   | Rang     | Punkte   | Rang     | Punkte   | Rang     | Punkte   | Rang     | Punkte   | Rang     | Punkte   | Rang     | Punkte | Rang   |
| --------------------------------------------------------- | --------------- | -------- | -------- | -------- | -------- | -------- | -------- | -------- | -------- | -------- | -------- | -------- | -------- | -------- | -------- | ------ | ------ |
| Mixed                                                     |                 |          |          |          |          |          |          |          |          |          |          |          |          |          |          |        |        |
| Willi Kuhweide                                            | Finn-Dinghi     | 1318     | 2        | 1620     | 1        | 1017     | 4        | 841      | 6        | 921      | 5        | 1142     | 3        | 1620     | 1        | 7638   | Gold   |
| Eberhard Reschwamm Dietmar Gedde                          | Flying Dutchman | 193      | 17       | 469      | 9        | 645      | 6        | 382      | 11       | 520      | 8        | 423      | 10       | 344      | 12       | 2783   | 13     |
| Bruno Splieth Karsten Meyer                               | Star            | 632      | 5        | 854      | 3        | 729      | 4        | 854      | 3        | 553      | 6        | 553      | 6        | 553      | 6        | 4175   | 6      |
| Fritz Kopperschmidt Eckart Wagner Herbert Reich Uwe Mares | 5,5-m-R-Klasse  | 131      | 14       | 374      | 8        | 499      | 6        | 101      | DNF      | 675      | 4        | 578      | 5        | 800      |          | 3057   | 5      |
| Peter Ahrendt Ulrich Mense Wilfried Lorenz                | Drachen         | 560      | 8        | 463      | 10       | 618      | 7        | 1463     | 1        | 1162     | 2        | 861      | 4        | 1162     | 2        | 5826   | Silber |

 Bernd Dehmel,  Horst Hermann und  Herbert Hüttner waren als Ersatzathleten nominiert, kamen aber nicht zum Einsatz.

### Turnen
| Athleten                                                                              | Wettbewerb           | Qualifikation | Qualifikation | Finale        | Finale        | Rang   |
| Athleten                                                                              | Wettbewerb           | Punkte        | Rang          | Punkte        | Rang          | Rang   |
| ------------------------------------------------------------------------------------- | -------------------- | ------------- | ------------- | ------------- | ------------- | ------ |
| Frauen                                                                                |                      |               |               |               |               |        |
| Ingrid Föst                                                                           | Einzelmehrkampf      | –             | –             | 75,465        | 12            | 12     |
| Ingrid Föst                                                                           | Boden                | 19,133        | 6             | 19,266        | 5             | 5      |
| Ingrid Föst                                                                           | Schwebebalken        | 18,666        | 26            | ausgeschieden | ausgeschieden | 26     |
| Ingrid Föst                                                                           | Sprung               | 19,000        | 8             | ausgeschieden | ausgeschieden | 8      |
| Ingrid Föst                                                                           | Stufenbarren         | 18,666        | 21            | ausgeschieden | ausgeschieden | 21     |
| Birgit Radochla                                                                       | Einzelmehrkampf      | –             | –             | 76,431        | 4             | 4      |
| Birgit Radochla                                                                       | Boden                | 19,199        | 5             | 19,299        | 4             | 4      |
| Birgit Radochla                                                                       | Schwebebalken        | 18,933        | 9             | ausgeschieden | ausgeschieden | 9      |
| Birgit Radochla                                                                       | Sprung               | 19,366        | 2             | 19,283        | 2             | Silber |
| Birgit Radochla                                                                       | Stufenbarren         | 18,933        | 14            | ausgeschieden | ausgeschieden | 9      |
| Ute Starke                                                                            | Einzelmehrkampf      | –             | –             | 75,632        | 10            | 10     |
| Ute Starke                                                                            | Boden                | 18,933        | 13            | ausgeschieden | ausgeschieden | 13     |
| Ute Starke                                                                            | Schwebebalken        | 18,733        | 17            | ausgeschieden | ausgeschieden | 17     |
| Ute Starke                                                                            | Sprung               | 19,100        | 6             | 19,116        | 6             | 6      |
| Ute Starke                                                                            | Stufenbarren         | 18,866        | 15            | ausgeschieden | ausgeschieden | 15     |
| Karin Mannewitz                                                                       | Einzelmehrkampf      | –             | –             | 74,363        | 31            | 31     |
| Karin Mannewitz                                                                       | Boden                | 18,666        | 25            | ausgeschieden | ausgeschieden | 25     |
| Karin Mannewitz                                                                       | Schwebebalken        | 18,566        | 31            | ausgeschieden | ausgeschieden | 31     |
| Karin Mannewitz                                                                       | Sprung               | 18,432        | 50            | ausgeschieden | ausgeschieden | 50     |
| Karin Mannewitz                                                                       | Stufenbarren         | 18,699        | 20            | ausgeschieden | ausgeschieden | 20     |
| Christel Felgner                                                                      | Einzelmehrkampf      | –             | –             | 74,014        | 35            | 35     |
| Christel Felgner                                                                      | Boden                | 18,499        | 39            | ausgeschieden | ausgeschieden | 39     |
| Christel Felgner                                                                      | Schwebebalken        | 18,350        | 46            | ausgeschieden | ausgeschieden | 46     |
| Christel Felgner                                                                      | Sprung               | 18,666        | 30            | ausgeschieden | ausgeschieden | 30     |
| Christel Felgner                                                                      | Stufenbarren         | 18,499        | 33            | ausgeschieden | ausgeschieden | 33     |
| Barbara Stolz                                                                         | Einzelmehrkampf      | –             | –             | 73,430        | 44            | 44     |
| Barbara Stolz                                                                         | Boden                | 18,266        | 49            | ausgeschieden | ausgeschieden | 49     |
| Barbara Stolz                                                                         | Schwebebalken        | 18,266        | 49            | ausgeschieden | ausgeschieden | 49     |
| Barbara Stolz                                                                         | Sprung               | 18,532        | 40            | ausgeschieden | ausgeschieden | 40     |
| Barbara Stolz                                                                         | Stufenbarren         | 18,366        | 39            | ausgeschieden | ausgeschieden | 39     |
| Ute Starke Barbara Stolz Christel Felgner Karin Mannewitz Birgit Radochla Ingrid Föst | Mannschaftsmehrkampf | –             | –             | 376,038       | 4             | 4      |
| Männer                                                                                |                      |               |               |               |               |        |
| Siegfried Fülle                                                                       | Einzelmehrkampf      | –             | –             | 114,10        | 15            | 15     |
| Siegfried Fülle                                                                       | Barren               | 19,00         | 18            | ausgeschieden | ausgeschieden | 18     |
| Siegfried Fülle                                                                       | Boden                | 19,00         | 12            | ausgeschieden | ausgeschieden | 12     |
| Siegfried Fülle                                                                       | Pauschenpferd        | 18,80         | 11            | ausgeschieden | ausgeschieden | 11     |
| Siegfried Fülle                                                                       | Reck                 | 18,95         | 18            | ausgeschieden | ausgeschieden | 18     |
| Siegfried Fülle                                                                       | Ringe                | 19,05         | 12            | ausgeschieden | ausgeschieden | 12     |
| Siegfried Fülle                                                                       | Sprung               | 19,30         | 7             | ausgeschieden | ausgeschieden | 7      |
| Philipp Fürst                                                                         | Einzelmehrkampf      | –             | –             | 112,25        | 24            | 24     |
| Philipp Fürst                                                                         | Barren               | 18,90         | 25            | ausgeschieden | ausgeschieden | 25     |
| Philipp Fürst                                                                         | Boden                | 18,65         | 30            | ausgeschieden | ausgeschieden | 30     |
| Philipp Fürst                                                                         | Pauschenpferd        | 18,65         | 22            | ausgeschieden | ausgeschieden | 22     |
| Philipp Fürst                                                                         | Reck                 | 18,60         | 42            | ausgeschieden | ausgeschieden | 32     |
| Philipp Fürst                                                                         | Ringe                |               |               | ausgeschieden | ausgeschieden | 45     |
| Philipp Fürst                                                                         | Sprung               | 18,95         | 30            | ausgeschieden | ausgeschieden | 30     |
| Erwin Koppe                                                                           | Einzelmehrkampf      | –             | –             | 112,45        | 19            | 19     |
| Erwin Koppe                                                                           | Barren               | 19,05         | 14            | ausgeschieden | ausgeschieden | 14     |
| Erwin Koppe                                                                           | Boden                | 18,45         | 41            | ausgeschieden | ausgeschieden | 46     |
| Erwin Koppe                                                                           | Pauschenpferd        | 18,60         | 25            | ausgeschieden | ausgeschieden | 25     |
| Erwin Koppe                                                                           | Reck                 | 18,80         | 29            | ausgeschieden | ausgeschieden | 29     |
| Erwin Koppe                                                                           | Ringe                | 18,80         | 18            | ausgeschieden | ausgeschieden | 18     |
| Erwin Koppe                                                                           | Sprung               | 18,75         | 54            | ausgeschieden | ausgeschieden | 54     |
| Klaus Köste                                                                           | Einzelmehrkampf      | –             | –             | 112,75        | 18            | 18     |
| Klaus Köste                                                                           | Barren               | 19,00         | 18            | ausgeschieden | ausgeschieden | 18     |
| Klaus Köste                                                                           | Boden                | 18,95         | 14            | ausgeschieden | ausgeschieden | 14     |
| Klaus Köste                                                                           | Pauschenpferd        | 18,55         | 28            | ausgeschieden | ausgeschieden | 28     |
| Klaus Köste                                                                           | Reck                 | 18,90         | 21            | ausgeschieden | ausgeschieden | 21     |
| Klaus Köste                                                                           | Ringe                | 18,25         | 49            | ausgeschieden | ausgeschieden | 49     |
| Klaus Köste                                                                           | Sprung               | 19,10         | 19            | ausgeschieden | ausgeschieden | 19     |
| Günter Lyhs                                                                           | Einzelmehrkampf      | –             | –             | 111,70        | 29            | 29     |
| Günter Lyhs                                                                           | Barren               | 18,80         | 30            | ausgeschieden | ausgeschieden | 30     |
| Günter Lyhs                                                                           | Boden                | 18,75         | 23            | ausgeschieden | ausgeschieden | 23     |
| Günter Lyhs                                                                           | Pauschenpferd        | 18,00         | 72            | ausgeschieden | ausgeschieden | 72     |
| Günter Lyhs                                                                           | Reck                 | 18,45         | 50            | ausgeschieden | ausgeschieden | 50     |
| Günter Lyhs                                                                           | Ringe                | 18,55         | 31            | ausgeschieden | ausgeschieden | 31     |
| Günter Lyhs                                                                           | Sprung               | 19,15         | 16            | ausgeschieden | ausgeschieden | 16     |
| Peter Weber                                                                           | Einzelmehrkampf      | –             | –             | 112,35        | 21            | 21     |
| Peter Weber                                                                           | Barren               | 18,75         | 40            | ausgeschieden | ausgeschieden | 40     |
| Peter Weber                                                                           | Boden                | 18,85         | 18            | ausgeschieden | ausgeschieden | 18     |
| Peter Weber                                                                           | Pauschenpferd        | 18,40         | 40            | ausgeschieden | ausgeschieden | 40     |
| Peter Weber                                                                           | Reck                 | 18,50         | 47            | ausgeschieden | ausgeschieden | 47     |
| Peter Weber                                                                           | Ringe                | 18,85         | 16            | ausgeschieden | ausgeschieden | 16     |
| Peter Weber                                                                           | Sprung               | 19,00         | 28            | ausgeschieden | ausgeschieden | 28     |
| Erwin Koppe Peter Weber Siegfried Fülle Philipp Fürst Günter Lyhs Klaus Köste         | Mannschaftsmehrkampf | –             | –             | 565,10        | 3             | Bronze |

 Rosemarie Heritz und  Willi Jaschek waren als Ersatzathleten nominiert, kamen aber nicht zum Einsatz.

### Wasserball
| Wettbewerb     | Männer |
| -------------- | --- |
| Athleten       | Siegfried Ballerstedt Jürgen Kluge Dieter Vohs Klaus Schlenkrich Klaus Schulze Heinz Wittig Hubert Höhne Jürgen Thiel Edgar Thiele Peter Schmidt Heinz Mäder |
| Vorrunde       | Sowjetunion 2:3 (2:1, 0:0, 0:1, 0:1) Australien 3:1 (1:0, 0:1, 2:0, 0:0)                                                                                     |
| Halbfinalrunde | Rumänien 4:5 (0:0, 1:1, 0:2, 3:2) Italien 1:2 (0:0, 0:0, 0:1, 1:1)                                                                                           |
| Platz 5 bis 8  | Belgien 5:3 (0:1, 1:1, 1:1, 3:0) Niederlande 5:4 (0:1, 2:0, 0:1, 3:2)                                                                                        |
| Finalrunde     | ausgeschieden |
| Platzierung    | 6 |

### Wasserspringen
| Athleten            | Wettbewerb        | Qualifikation | Qualifikation | Finale        | Finale        | Gesamt | Gesamt |
| Athleten            | Wettbewerb        | Punkte        | Rang          | Punkte        | Rang          | Punkte | Rang   |
| ------------------- | ----------------- | ------------- | ------------- | ------------- | ------------- | ------ | ------ |
| Frauen              |                   |               |               |               |               |        |        |
| Christiane Lanzke   | 3-m-Kunstspringen | 82,56         | 10            | ausgeschieden | ausgeschieden | 82,56  | 10     |
| Christiane Lanzke   | 10-m-Turmspringen | 49,69         | 6             | 43,23         | 5             | 92,92  | 5      |
| Ingrid Engel-Krämer | 3-m-Kunstspringen | 94,69         | 1             | 50,31         | 1             | 145,00 | Gold   |
| Ingrid Engel-Krämer | 10-m-Turmspringen | 52,98         | 3             | 45,47         | 3             | 98,45  | Silber |
| Angelika Hilbert    | 3-m-Kunstspringen | 86,53         | 5             | 36,74         | 8             | 123,27 | 8      |
| Delia Reinhardt     | 10-m-Turmspringen | 47,83         | 8             | 38,96         | 10            | 86,79  | 10     |
| Männer              |                   |               |               |               |               |        |        |
| Hans-Dieter Pophal  | 3-m-Kunstspringen | 91,16         | 8             | 51,42         | 3             | 142,58 | 8      |
| Horst Rosenfeldt    | 3-m-Kunstspringen | 85,66         | 17            | ausgeschieden | ausgeschieden | 85,66  | 17     |
| Gerd Völker         | 10-m-Turmspringen | 91,62         | 9             | ausgeschieden | ausgeschieden | 91,62  | 9      |
| Klaus Konzorr       | 10-m-Turmspringen | 90,08         | 15            | ausgeschieden | ausgeschieden | 90,08  | 15     |
| Rolf Sperling       | 3-m-Kunstspringen | 86,98         | 14            | ausgeschieden | ausgeschieden | 86,98  | 14     |
| Rolf Sperling       | 10-m-Turmspringen | 92,24         | 8             | 50,00         | 4             | 142,24 | 7      |